# Pongal

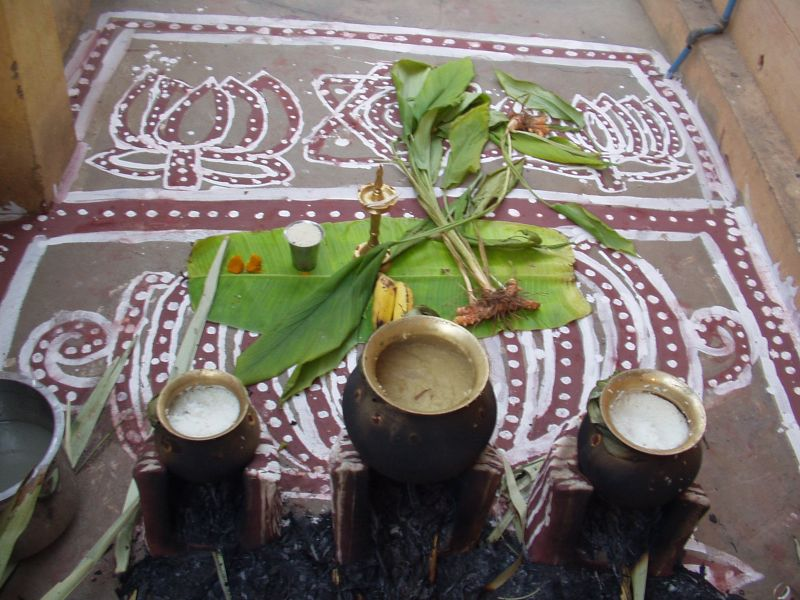
Przygotowanie do Pongalu

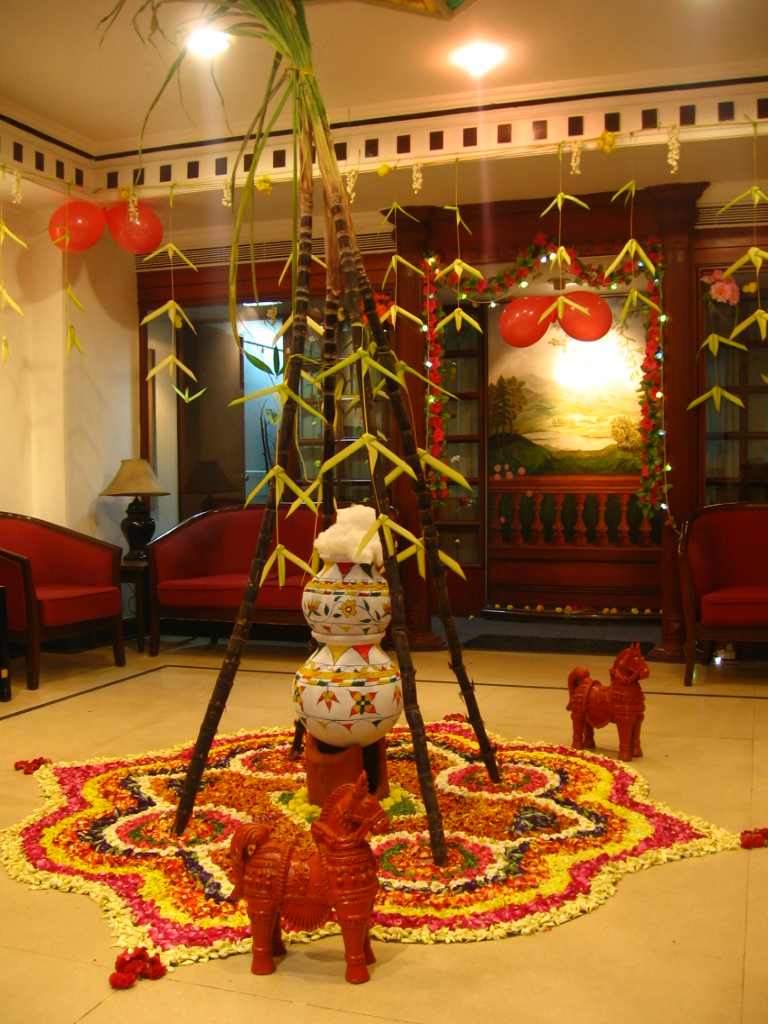
Pongal w biurze

Pongal (tamil. பொங்கல்) – święto o charakterze dożynkowym, obchodzone w indyjskim stanie Tamil Nadu oraz w społecznościach tamilskich na całym świecie. Trwa cztery dni – drugi dzień (pongal, thai pongal), najważniejszy, przypada na pierwszy dzień tamilskiego miesiąca thai (zazwyczaj ok. połowy stycznia). Nazwa pongal znaczy dosłownie „wykipieć”, nawiązuje do garnka, w którym gotuje się świąteczne danie, którego głównymi składnikami są ryż, mleko i cukier palmowy.

## W filmie
Przedstawiono je m.in. w tamilskim filmie Vel z 2007